# Leonard von Hauswolff
Leonard von Hauswolff, född 17 augusti 1746 i Riddarholmens församling i Stockholm, död 30 mars 1826 i Stockholm, var en svensk rikshärold och överceremonimästare.

## Biografi
von Hauswolff föddes som son till kyrkoherden i Riddarholmens församling Justus Christoffer Hauswolff och dennes hustru Dorotea Charlotta Boij. Han adlades den 9 november 1756, jämte sina syskon, på sin farbrors adliga namn och nummer. Han blev student vid Uppsala universitet den 12 januari 1758. Efter avslutade studier antogs han som extra ordinarie kanslist vid Rikets Ständers Barnhus- och hospitalsdeputation den 21 maj 1764.
Den 11 november 1767 antogs han som hovjunkare för att den 3 maj 1768 antas som extra ordinarie kanslist vid Krigsexpeditionen. Den 17 september 1770 befordrades han till kopist för att den 21 juli 1772 bli ordinarie kanslist och sedan registrator vid expeditionen den 30 januari 1776. Den 21 november 1781 utnämndes han av Gustaf III till härold vid Kungl. Maj:ts Orden. 
Han stod högt i gunst hos kungen och utnämndes den 7 december 1790 till ceremonimästare vid hovet för att redan den 27 april 1791 bli rikshärold. I samband med det senare utnämndes han även till riddare av Nordstjärneorden. Den 11 juni 1791 fick han sin sista befordran då han blev protokollsekreterare vid Krigsexpeditionen.
Vid hovet utnämndes han 1802 till överceremonimästare, en tjänst han innehade till sin död 1826. Han nedlade rikshäroldsämbetet den 4 maj 1810. Slutligen erhöll han avsked från sin befattning vid krigsexpeditionen den 30 april 1822, och han dog ogift i Stockholm 1826.

## Utmärkelser
- Riddare av Nordstjärneorden - 27 april 1791
- Kommendör av Nordstjärneorden - 25 november 1811